# بوکس در المپیک تابستانی ۱۹۵۶
مشت‌زنی در بازی‌های المپیک تابستانی ۱۹۵۶ نام رویداد ورزش مشت‌زنی در بازی‌های المپیک تابستانی بود که در سال ۱۹۵۶ برگزار شد.

## جدول مدال‌ها
| رتبه | کشور                      | طلا | نقره | برنز | مجموع |
| ۱    | اتحاد شوروی (URS)         | ۳   | ۱    | ۲    | ۶     |
| ۲    | بریتانیای کبیر (GBR)      | ۲   | ۱    | ۲    | ۵     |
| ۳    | ایالات متحده آمریکا (USA) | ۲   | ۱    | ۰    | ۳     |
| ۴    | رومانی (ROU)              | ۱   | ۲    | ۱    | ۴     |
| ۵    | تیم متحد آلمان (EUA)      | ۱   | ۱    | ۰    | ۲     |
| ۶    | مجارستان (HUN)            | ۱   | ۰    | ۰    | ۱     |
| ۷    | ایرلند (IRL)              | ۰   | ۱    | ۳    | ۴     |
| ۸    | شیلی (CHI)                | ۰   | ۱    | ۲    | ۳     |
| ۹    | ایتالیا (ITA)             | ۰   | ۱    | ۱    | ۲     |
| ۱۰   | کره جنوبی (KOR)           | ۰   | ۱    | ۰    | ۱     |
| ۱۱   | فرانسه (FRA)              | ۰   | ۰    | ۲    | ۲     |
| ۱۱   | لهستان (POL)              | ۰   | ۰    | ۲    | ۲     |
| ۱۱   | آفریقای جنوبی (RSA)       | ۰   | ۰    | ۲    | ۲     |
| ۱۴   | آرژانتین (ARG)            | ۰   | ۰    | ۱    | ۱     |
| ۱۴   | استرالیا (AUS)            | ۰   | ۰    | ۱    | ۱     |
| ۱۴   | فنلاند (FIN)              | ۰   | ۰    | ۱    | ۱     |